# Vernon Carey Jr.
Pour les articles homonymes, voir Carey.
Vernon A. Carey Jr., né le 25 février 2001 à Miami en Floride, est un joueur américain de basket-ball évoluant au poste de pivot. Il mesure 2,06 m.

## Biographie

### Hornets de Charlotte (depuis 2020)
Lors de la draft 2020, il est sélectionné en 32e position par les Hornets de Charlotte.
Le 30 novembre, il signe pour trois saisons avec les Hornets de Charlotte.
En février 2022, il est transféré aux Wizards de Washington avec Ish Smith en échange de Montrezl Harrell. En mars 2023, il est coupé par les Wizards.
Début avril 2023, il s'engage au Jazz de l'Utah jusqu'en 2024.

## Palmarès et distinctions individuelles

### Universitaire
- Consensus second-team All-American (2020)
- USBWA National Freshman of the Year (2020)
- NABC Freshman of the Year (2020)
- First-team All-ACC (2020)
- ACC Rookie of the Year (2020)
- ACC All-Freshman Team (2020)

## Statistiques

### Universitaires
| Saison    | Équipe   | Matchs | Titul. | Min./m | % Tir | % 3pts | % LF | Rbds/m. | Pass/m. | Int/m. | Ctr/m. | Pts/m. |
| --------- | -------- | ------ | ------ | ------ | ----- | ------ | ---- | ------- | ------- | ------ | ------ | ------ |
| 2019-2020 | Duke     | 31     | 30     | 24,9   | 57,7  | 38,1   | 67,0 | 8,80    | 1,00    | 0,70   | 1,60   | 17,80  |
| Carrière  | Carrière | 31     | 30     | 24,9   | 57,7  | 38,1   | 67,0 | 8,80    | 1,00    | 0,70   | 1,60   | 17,80  |

### Professionnelles

#### Saison régulière
| Saison    | Équipe    | Matchs | Titul. | Min./m | % Tir | % 3pts | % LF | Rbds/m. | Pass/m. | Int/m. | Ctr/m. | Pts/m. |
| --------- | --------- | ------ | ------ | ------ | ----- | ------ | ---- | ------- | ------- | ------ | ------ | ------ |
| 2020-2021 | Charlotte | 19     | 4      | 6,1    | 50,0  | 14,3   | 81,8 | 1,40    | 0,10    | 0,10   | 0,30   | 2,40   |
| Carrière  | Carrière  | 19     | 4      | 6,1    | 50,0  | 14,3   | 81,8 | 1,40    | 0,10    | 0,10   | 0,30   | 2,40   |